# 신자이 플렝파닛
신짜이 쁠렝파닛(태국어: สินจัย เปล่งพานิช, 1965년 1월 21일 ~ )은 태국의 배우이다.